# Stesicoro (métro de Catane)
 (mars 2024).
Si vous disposez d'ouvrages ou d'articles de référence ou si vous connaissez des sites web de qualité traitant du thème abordé ici, merci de compléter l'article en donnant les références utiles à sa vérifiabilité et en les liant à la section « Notes et références ».
Stesicoro est une station de métro à Catane, en Italie. Terminus de la seule ligne du métro de Catane, cette station souterraine a été mise en service le 20 décembre 2016.